# Championnat de Yougoslavie de football 1951
Navigation
Saison précédente Saison suivante
La saison 1951 du Championnat de Yougoslavie de football était la vingt-deuxième édition du championnat de première division en Yougoslavie. Les douze meilleurs clubs du pays prennent part à la compétition et sont regroupés en une poule unique où ils affrontent deux fois leurs adversaires, à domicile et à l'extérieur. En fin de saison, les trois derniers du classement sont relégués et remplacés par les trois meilleures formations de D2.
C'est le club de l'Étoile rouge de Belgrade qui remporte la compétition, en terminant en tête du classement final du championnat, à égalité de points mais avec une meilleure différence de buts que le Dinamo Zagreb. Le tenant du titre, l'Hajduk Split complète le podium avec trois points de retard sur le duo de tête. C'est le tout premier titre de champion de Yougoslavie de l'histoire du club.

## Les clubs participants
| - Partizan Belgrade - Dinamo Zagreb - Étoile rouge de Belgrade - Hajduk Split - BSK Belgrade - FK Vojvodina Novi Sad - Promu de D2 | - Borac Zagreb - Promu de D2 - Lokomotiva Zagreb - FK Mačva Šabac - Promu de D2 - FK Sarajevo - Spartak Subotica - Napredak Krusevac - Promu de D2 |

## Compétition

### Classement
Le classement est effectué en utilisant le barème classique (victoire à 2 points, match nul un point, défaite zéro point).
| Rang | Équipe                    | Pts | J  | G  | N | P  | Bp | Bc | Diff |
| ---- | ------------------------- | --- | -- | -- | - | -- | -- | -- | ---- |
| 1    | Étoile rouge de Belgrade  | 35  | 22 | 17 | 1 | 4  | 50 | 21 | +29  |
| 2    | Dinamo Zagreb (C)         | 35  | 22 | 16 | 3 | 3  | 45 | 19 | +26  |
| 3    | Hajduk Split (T)          | 32  | 22 | 14 | 4 | 4  | 52 | 21 | +31  |
| 4    | Partizan Belgrade         | 24  | 22 | 10 | 4 | 8  | 34 | 24 | +10  |
| 5    | BSK Belgrade              | 22  | 22 | 8  | 6 | 8  | 34 | 24 | +10  |
| 6    | Lokomotiva Zagreb         | 20  | 22 | 7  | 6 | 9  | 32 | 34 | -2   |
| 7    | FK Sarajevo               | 20  | 22 | 6  | 8 | 8  | 25 | 39 | -14  |
| 8    | FK Vojvodina Novi Sad (P) | 19  | 22 | 8  | 3 | 11 | 26 | 30 | -4   |
| 9    | Borac Zagreb              | 18  | 22 | 7  | 4 | 11 | 30 | 33 | -3   |
| 10   | FK Mačva Šabac (P)        | 17  | 22 | 6  | 5 | 11 | 25 | 33 | -8   |
| 11   | Spartak Subotica          | 16  | 22 | 7  | 2 | 13 | 16 | 47 | -31  |
| 12   | Napredak Krusevac (P)     | 6   | 22 | 2  | 2 | 18 | 16 | 60 | -44  |

|  | Champion de Yougoslavie 1951                                                                      |
|  | Qualification pour la Coupe Zentropa 1951                                                         |
|  | Relégation directe en deuxième division                                                           |
|  | (T) : Tenant du titre (C) : Vainqueur de la Coupe de Yougoslavie (P) : Promu de deuxième division |

- Le club du Borac Zagreb est absorbé en fin de saison par le NK Zagreb, qui prend donc sa place en première division.

## Bilan de la saison
| Championnat de Yougoslavie de football 1951                             |                                      |
| Champion                                                                | Étoile rouge de Belgrade (1er titre) |
| Coupes et trophées                                                      |                                      |
| Vainqueur de la Coupe de Yougoslavie 1951                               | Dinamo Zagreb                        |
| Qualifications continentales                                            |                                      |
| Coupe Zentropa 1951                                                     | Dinamo Zagreb                        |
| Promotions et relégations                                               |                                      |
| Promus en Prva Liga                                                     | FK Vardar Skopje                     |
| Promus en Prva Liga                                                     | FK Rabotnički Skopje                 |
| Relégués en Championnat de Yougoslavie de football de deuxième division | Spartak Subotica                     |
| Relégués en Championnat de Yougoslavie de football de deuxième division | Napredak Krusevac                    |